# Mahfel
MAHFEL war ein erstmals am 1. Oktober 1990 in Berlin und Dresden herausgegebenes Infoblatt des Freundeskreises für die Völker West- und Mittelasiens sowie des Freundeskreises Afghanistans.
Das persische Wort Mahfel leitet sich vom gleichen Stamm wie das arabische Hafla (Feier, Fete) ab und durfte im übertragenen (nicht im wörtlichen) Sinne als Einladung in diesen Freundeskreis bzw. als Ort (Treffpunkt) desselben verstanden werden.
Mit Unterstützung des INKOTA-Netzwerkes gaben die Freundeskreise und der Mahfel-Verein seit 1991 in Form eines Pressespiegels Nachrichten aus (dem nicht-arabischen) West- und Mittelasien (Afghanistan, Aserbaidschan, Iran, Kasachstan, Kirgisistan, Kurdistan, Ost-Turkestan, Pakistan, Tadschikistan, Türkei, Turkmenistan, Usbekistan) heraus, versetzt mit eigenen Artikeln und Informationen. Erschien MAHFEL zunächst monatlich (auf dem Höhepunkt 1995 in einer Auflage von 250 abonnierten Exemplaren), so wurde der Erscheinungszeitraum ab 1995 aus finanziellen Nöten auf zwei Monate gestreckt.
Verantwortlich im Sinne des Presserechts war der linke Berliner Journalist Thomas Ruttig, zeitweilig wirkten auch Dr. Erhard Bauer, Gudrun Maier (Forschungsstelle des Landesmuseums für Völkerkunde Dresden) und der Iranistik-Professor Lutz Rzehak (Humboldt-Universität Berlin) mit. Da sich Infoblatt und Freundeskreis allein aus Mitgliedsbeiträgen finanzierten, war MAHFEL ein Zuschussgeschäft und wurde 1996 schließlich aufgegeben. In islam- oder regionalwissenschaftlichen Fachbereichen einiger Universitäten sind einzelne Exemplare archiviert.